# Lei Kandir
A Lei Kandir, lei complementar brasileira nº 87 publicada em 13 de setembro de 1996, entrou em vigor em 01 de novembro de 1996 no Brasil, dispõe sobre o imposto dos estados e do Distrito Federal, nas operações relativas à circulação de mercadorias e serviços (ICMS). A lei Kandir isenta do tributo ICMS os produtos e serviços destinados à exportação. A lei tem este nome em virtude do seu autor, Antônio Kandir, à época ministro do Planejamento do Governo Fernando Henrique Cardoso.
Surgiu da necessidade de estimular as exportações. Usando como lema "Exportar é o que importa".
Como o ICMS é um imposto estadual, e pelo decreto ser federal, ficou acordado que a União compensaria aos estados essa perda. Em 2020, o STF homologou este acordo.

## Legislação
Considerando o ICMS, na LEI COMPLEMENTAR Nº 87 (1996),
Art. 3º O imposto não incide sobre:
II - operações e prestações que destinem ao exterior mercadorias, inclusive produtos primários e produtos industrializados semi-elaborados, ou serviços exportados;
Parágrafo único. Equipara-se às operações de que trata o inciso II a saída de mercadoria realizada com o fim específico de exportação para o exterior, destinada a:
I - empresa comercial exportadora, inclusive tradings ou outro estabelecimento da mesma empresa;
II - armazém alfandegado ou entreposto aduaneiro.

## Objetivo
Desonerar do ICMS os produtos (primários e industrializados semi-elaborados) e serviços exportados.

## Incentivo fiscal
Estimula os setores produtivos voltados à exportação e favorece o saldo da balança comercial.

## Perdas dos Estados
A Lei Kandir causou perdas importantes na arrecadação de impostos estaduais, e apesar do governo federal ter se comprometido em compensar tais perdas, as regras para esta compensação não ficaram claras, havendo um impasse entre o governo federal e os estados sobre este assunto. O que ocorre é que o governo apenas estabelece valores parciais para compensação e os lança no orçamento público da União. Os Estados são obrigados a indenizar as empresas do ICMS cobrado sobre insumos usados para as exportações. Parte destes recursos é repassada pela União, contudo, o repasse às empresas é lento, pois os créditos que elas possuem muitas vezes são referentes a um ICMS pago sobre um insumo comprado em outro Estado.
Como exemplo, em 16 anos de vigência da Lei Kandir, editada em 1996, o Estado do Pará deixou de arrecadar de ICMS, em valores atualizados (descontada a inflação do período), o valor de R$ 20,576 bilhões. Nesse tempo todo, os valores recebidos pelo Estado, a título de ressarcimento, somaram R$ 5,590 bilhões. Ou seja, em pouco mais de uma década e meia, o Pará acumula perdas líquidas decorrentes da desoneração das exportações da ordem de R$ 14,986 bilhões. (2013).
Quando criada, a Lei já previa que as transferências deveriam ser regulamentadas por um novo dispositivo. Mas como esse dispositivo jamais foi regulamento, os governos estaduais chegaram a defender sua revogação e a retomada da cobrança de ICMS sobre exportações.

### Homologação de acordo para compensação dessas perdas via STF
Em 2013 o estado do Pará entrou com uma ação no Supremo Tribunal Federal questionando a situação. Por conta disso, em novembro de 2016, o STF deu prazo de 12 meses para a regulamentação, mas o Congresso não cumpriu o prazo.
Em agosto de 2019, o ministro Gilmar Mendes, relator, estendeu as negociações e autorizou a criação de uma comissão de estudos para elaborar uma proposta de regulamentação da Lei Kandir. Finalmente, em maio de 2020, o STF homologou um acordo para a União compensar as perdas dos estados. Pelo acordo, a União deve repassar até R$ 65,6 bilhões até 2037 para estados e municípios. Em troca do repasse, todas as ações protocoladas na Justiça pelos estados contra a União, e relacionadas à Lei Kandir, devem ser retiradas.